# Musée Fabre

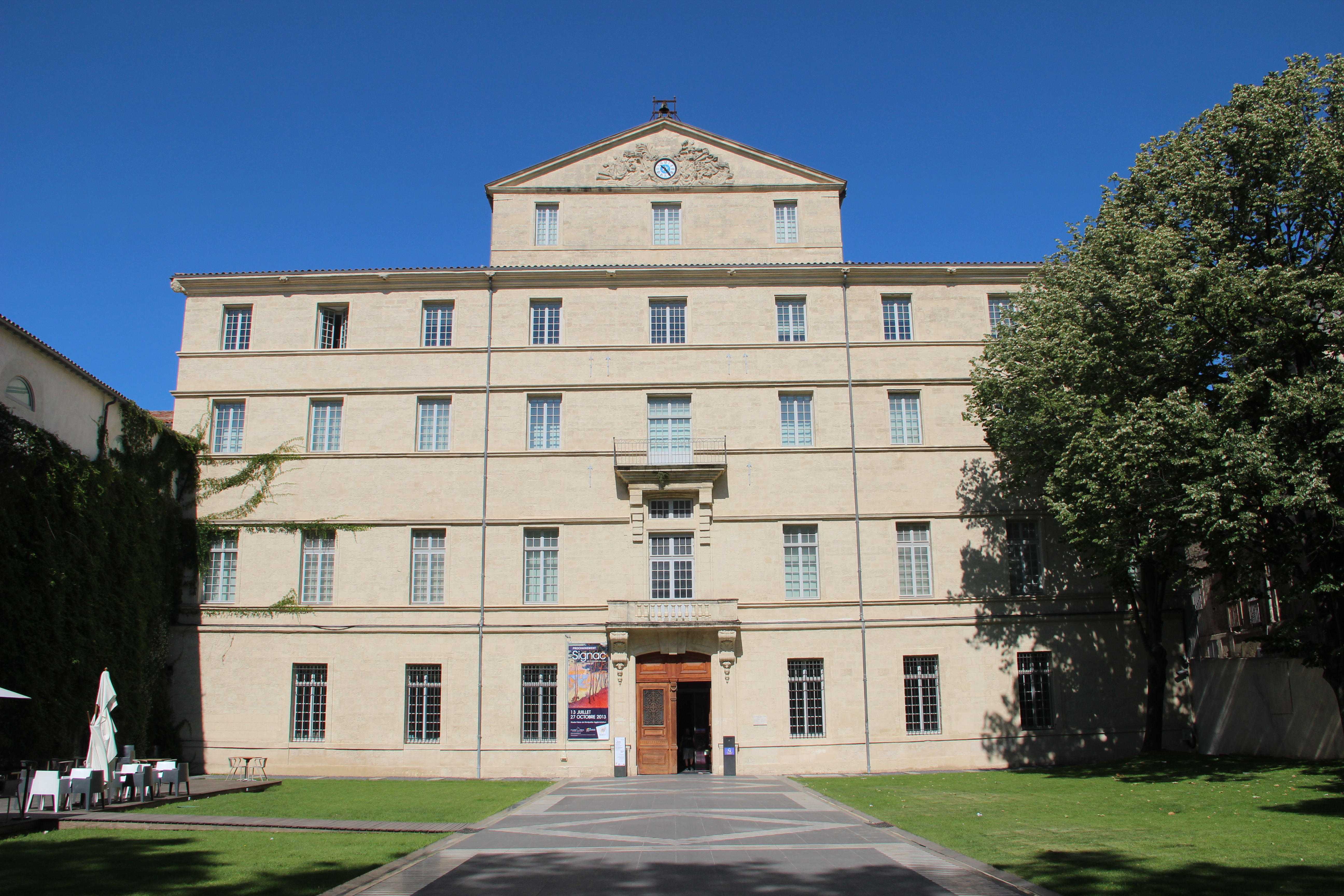
Musée Fabre

Das Musée Fabre ist ein Museum für Kunst in der südfranzösischen Stadt Montpellier; es gehört zu den bedeutendsten Museen Frankreichs.

## Geschichte
Das Museum wurde im Jahr 1825 von dem Maler und Sammler François-Xavier Fabre gegründet. Der Sammler und Mäzen Alfred Bruyas war hier als Konservator tätig und überließ dem Museum große Teile seiner Sammlung. In den Jahren zwischen 2003 und 2007 wurde es aufwändig renoviert.

## Sammlung
Das in einem von der Stadt erworbenen repräsentativen Palais des 18. Jahrhunderts (Hôtel de Massilian) untergebrachte Museum beherbergt etwa 1800 Gemälde, 4000 Zeichnungen, 1500 Grafiken und einige hundert Skulpturen. Seit der Wiedereröffnung werden in der Präsenzausstellung etwa 800 Objekte gezeigt.

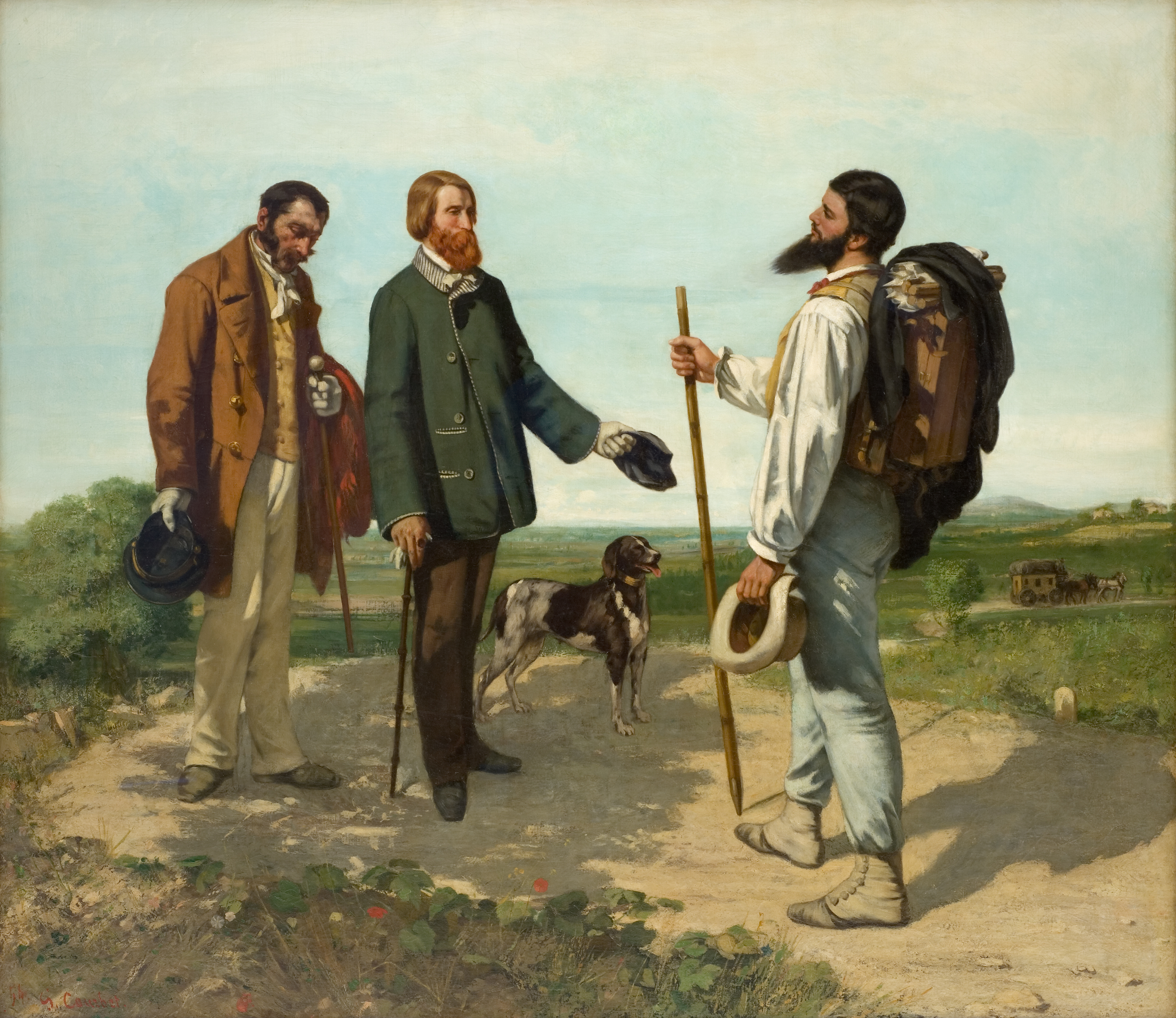
Bonjour, Monsieur Courbet (Gustave Courbet)
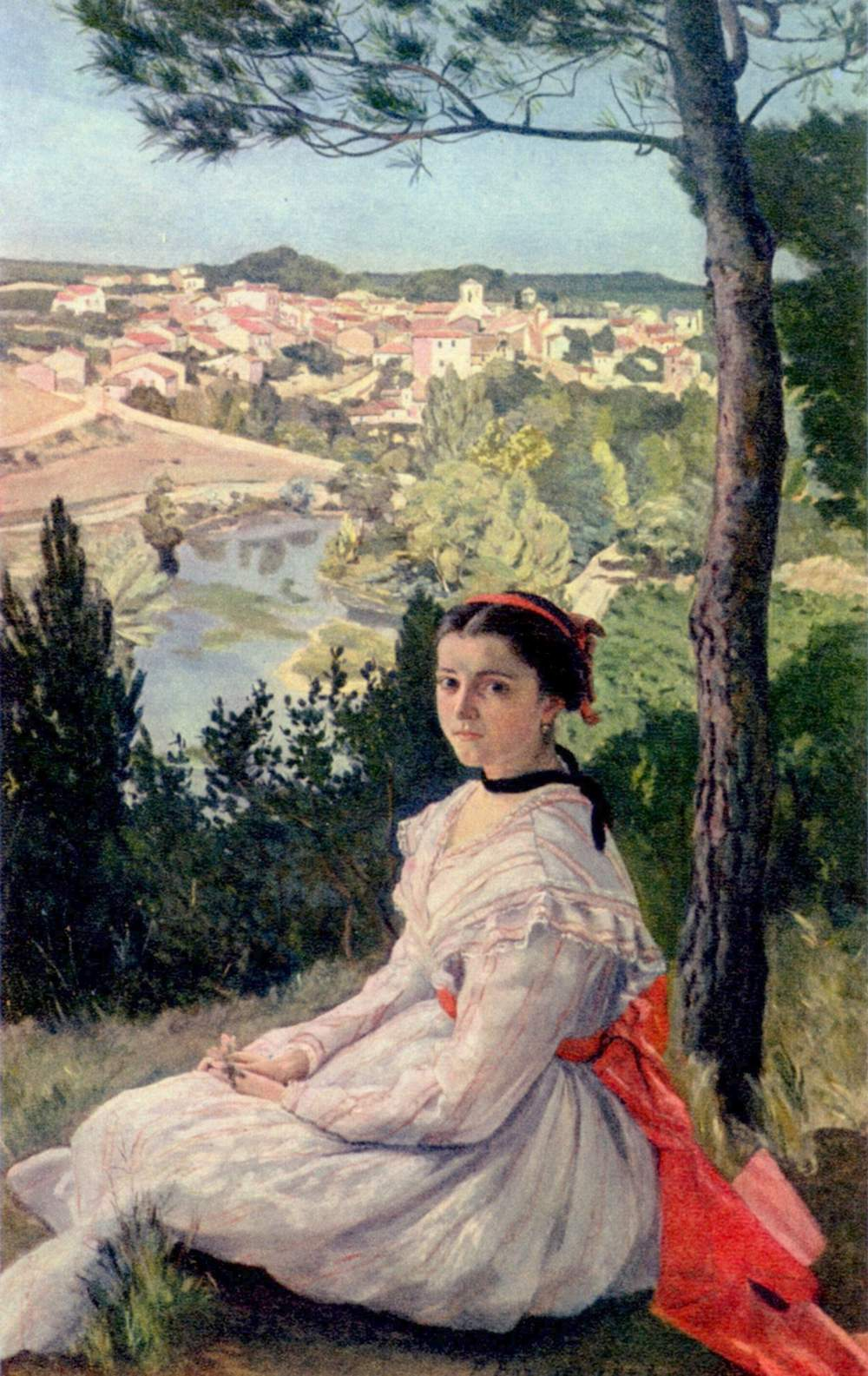
Vue de village (Frédéric Bazille)
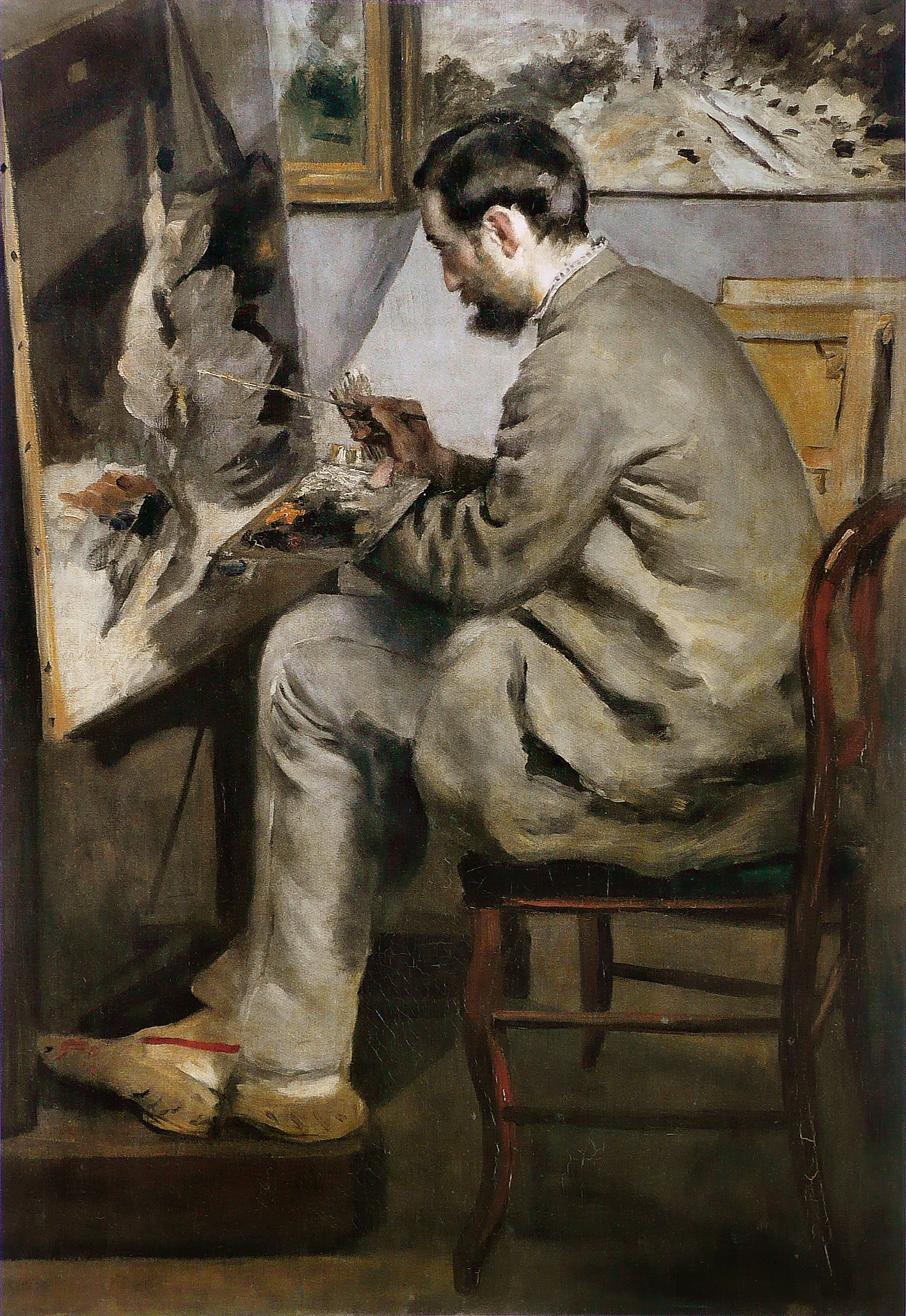
Frédéric Bazille (Pierre-Auguste Renoir)
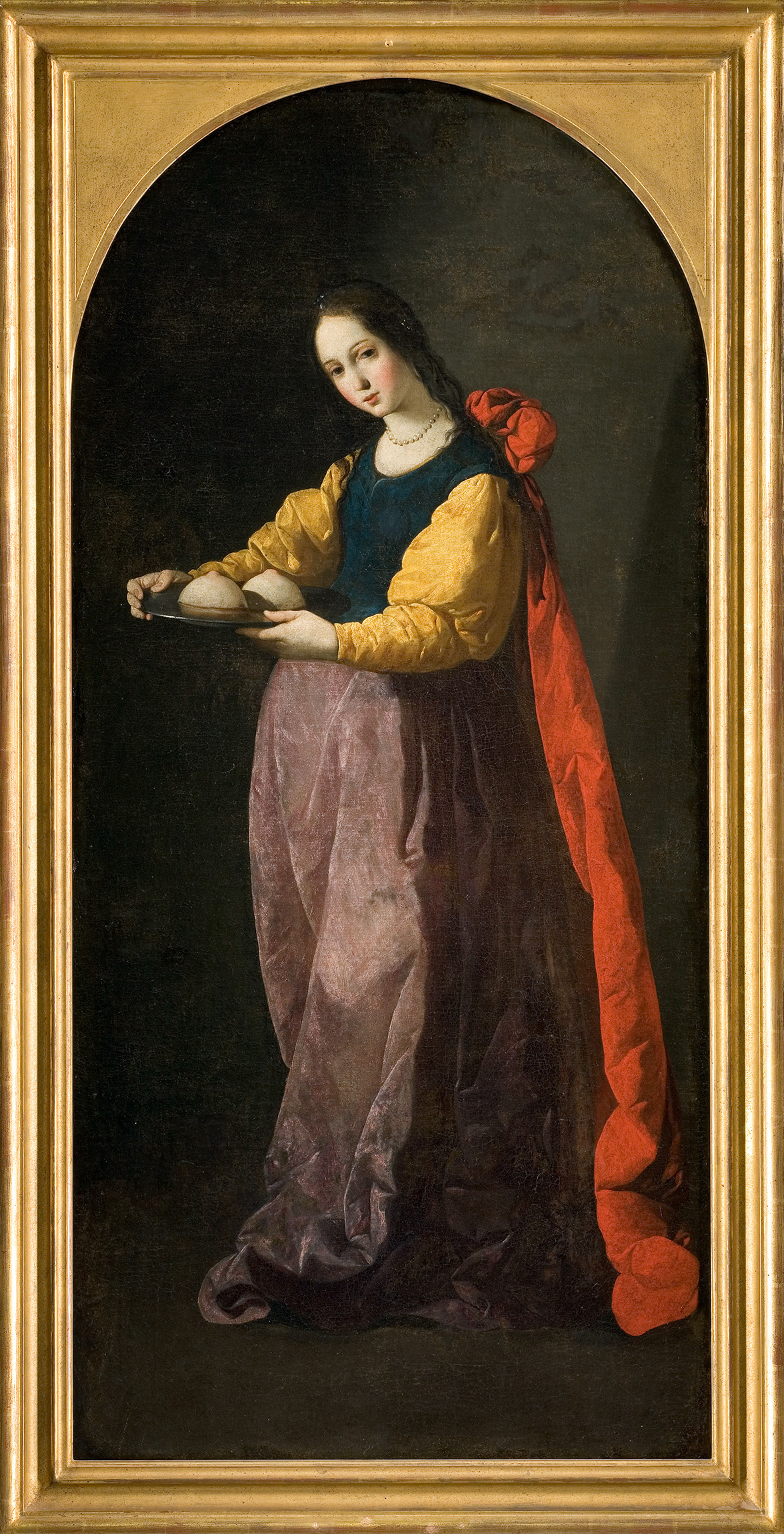
Die heilige Agathe (Francisco de Zurbarán)
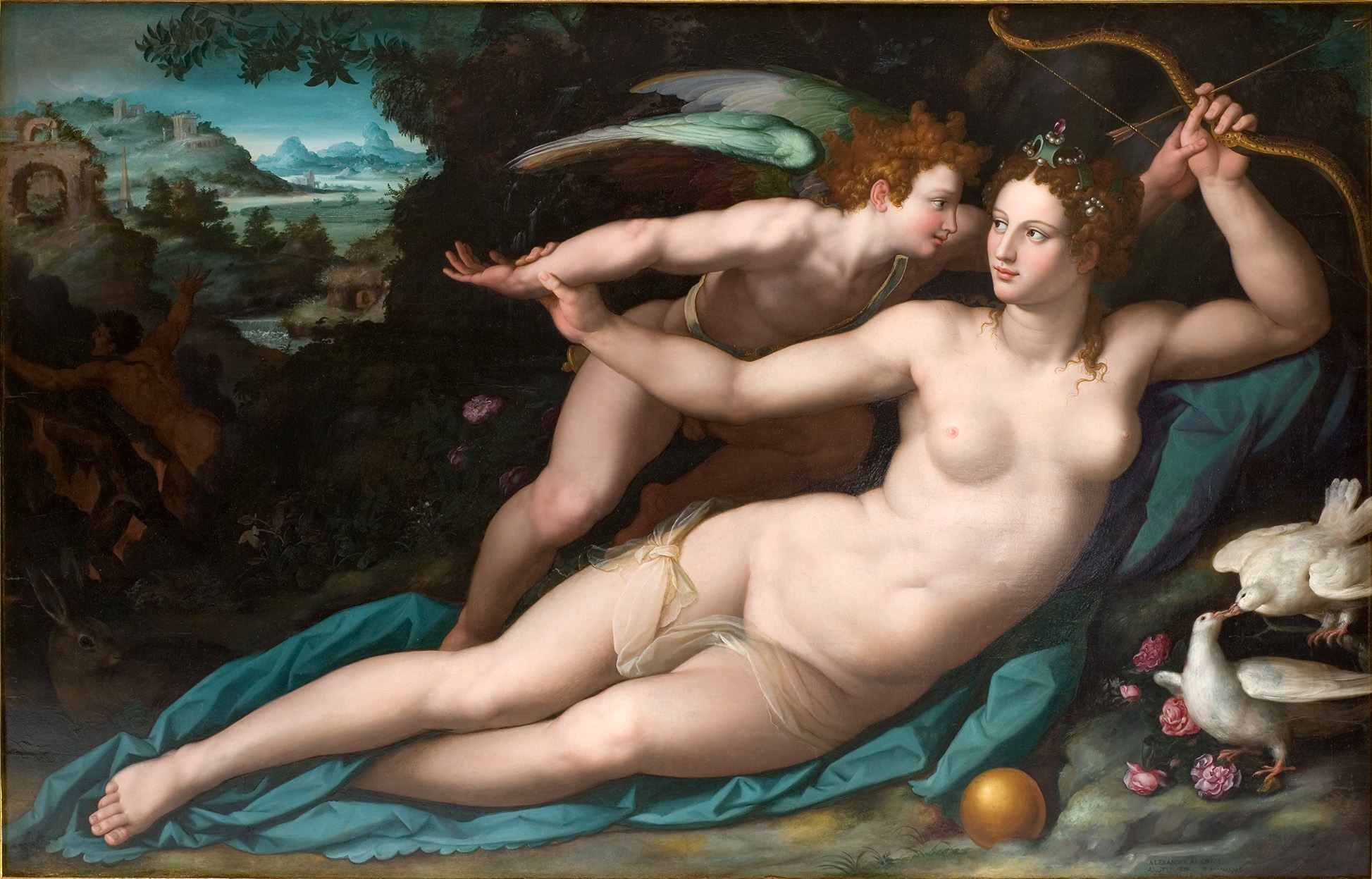
Venus und Cupido (Alessandro Allori)